# Битка при Хелеспонт
Битката при Хелеспонт (Hellespont) е конфликт през пролетта 320 г. пр. Хр. през Диадохские войни при Хелеспонт в северозападна Мала Азия между Антипатър и Кратер против Евмен от Кардия. Евмен побеждава в битката. Кратер пада убит.